# Негрешти (Алба)
Негрешти (рум. Negrești) насеље је у Румунији у округу Алба у општини Могош. Општина се налази на надморској висини од 922 m.

## Становништво
Према подацима из 2002. године у насељу је живело 16 становника, од којих су сви румунске националности.